# フォン半島

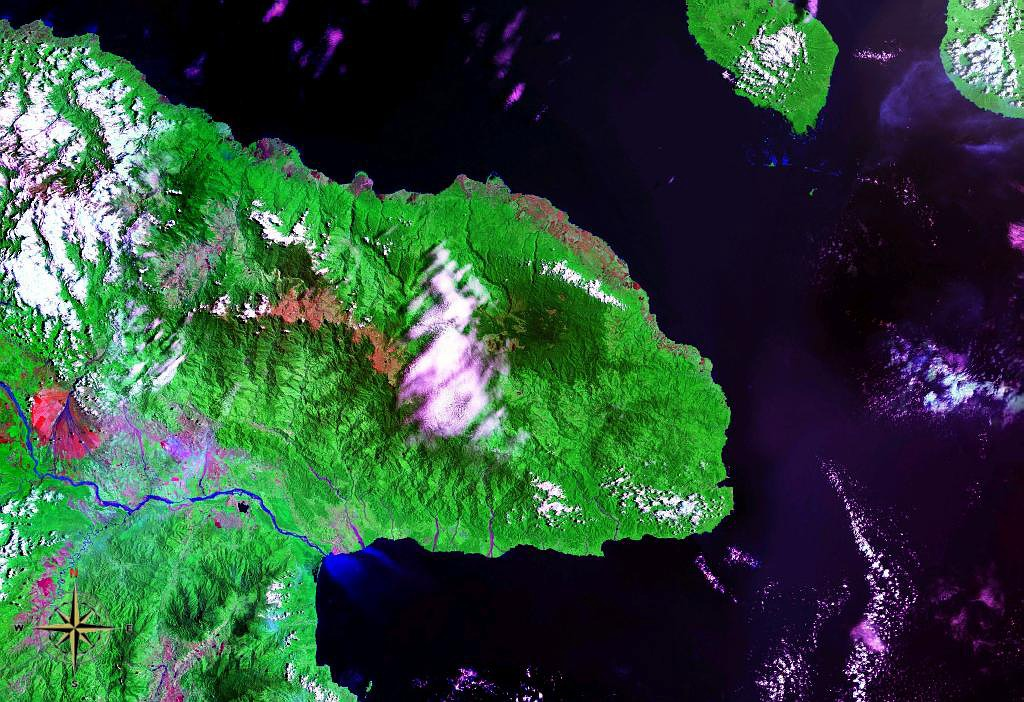
フォン半島

フォン半島またはヒュオン半島 (Huon Peninsula)は、ニューギニア島の東海岸でパプアニューギニアのモロベ州に位置する半島。名称はフランス人探検家のジャン＝ミシェル・ユオン・ド・ケルマデックに由来する。
半島内にサルウェージド山地(Saruwaged Range)があり、半島南側はフォン湾に接している。
第二次世界大戦中の1943年から1944年にかけて、フィンシュハーフェンの戦いの舞台となった。
フォン半島は地形の隆起速度が速く、そのこともあって海水準に応じて形成された珊瑚が、サンゴ礁段丘として良く発達している。これは地形隆起速度との組み合わせにより、古海水準の復元に有力な指標となっている。2006年6月6日に半島の海岸テラスがユネスコの世界遺産暫定リストに掲載された。